# Giovanni Salvatore
Giovanni Salvatore (3. října 1611 Castelvenere – asi 1688 Neapol?) byl italský hudební skladatel, varhaník a pedagog.

## Život
Salvatore získal hudební vzdělání na neapolské konzervatoři Conservatorio della Pietà dei Turchini, kde jeho učiteli byli Erasmo di Bartolo a patrně také Giovanni Maria Sabino. Byl vysvěcen na kněze a v roce 1641 byl jmenován varhaníkem v kostele sv. Severina a Sossia (Chiesa dei Santi Severino e Sossio). Později působil jako varhaník a sbormistr v bazilice San Lorenzo Maggiore a od roku 1675 v mariánské bazilice Basilica santuario di Santa Maria del Carmine Maggiore. V letech 1662–1673 byl vedoucím pedagogem (primo maestro) na škole, ve které sám studoval, na Conservatorio della Pietà dei Turchini a v letech 1674–1688 zastával tutéž funkci na Conservatorio dei Poveri di Gesù Cristo. Mezi jeho studenty byl pravděpodobně také Alessandro Scarlatti.

## Dílo

### Vokální skladby
- 2 salmi per 5 voci (1645)
- Missa defunctorum per 4 voci e organo
- Messa e Vespri per 4 voci
- 3 Messe per 4 voci, 2 violini e organo (1640)
- Introito per 4 cori
- Magnificat per 5 voci e 2 violini
- 2 litanie per 5 voci e 2 cori
- Audite coeli per 4 cori
- Beati omnes per 5 voci
- Canticum trium puerorum per 4 cori e violino (1657)
- Confitebor per 2 cori
- Credidi per 4 cori
- Exurgat Deus per 6 voci
- In mone Oliveti
- Laudate pueri per 5 voci e violini
- Nisi Dominus per 5 voci
- O quam dulcis per 3 voci e organo
- Portae coeli per 9 voci e strumenti
- Salve regina per 5 voci e 2 violini
- Stabat mater dolorosa per 5 voci e organo
- Non sia mai (aria per 1 voce e basso continuo)
- S'inganna il mio pensiero (aria per 1 voce e basso continuo)
- All'hor che Tirsi (aria per 1 voce e basso continuo)

další drobné skladby (introita, responsoraA, moteta, žalmy apod.)

### Skladby pro cembalo
- Ricercari a 4 voci, canzoni francesi, toccate e versi per rispondere nelle messe con l’organo al choro, libro I (1641, Neapol)
- 2 ricercare a 2 (1665)
- Capriccio del primo tono, 2 correnti, durezze e ligature, 2 toccate